# Лавра Сави Освяченого
Лавра Сави Освяченого (грец. Λαύρα Σάββα τοῦ Ἡγιασμένου; араб. دير مار سابا; івр. מנזר מר סבא — монастир Мар Саба) — православний грецький чоловічий монастир на території Західного берега річки Йордану, в Юдейській пустелі, в долині Кедрон. Заснований у 484 році преподобним Савою Освяченим. Є одним з найдавніших гуртожитних монастирів. Монастир знаходиться в юрисдикції Єрусалимської Православної церкви.

## Історія монастиря
Монастир був заснований Савою в Юдейській пустелі. першою спорудою стала печерна церква, побудована після того як навколо відлюдника почали селитися учні. Монастир користувався підтримкою імператора Юстиніана I, при ньому були побудовані укріплені монастирські стіни та дозорна вежа, названа Юстиніановю. До кінця життя святого Сави в заснованому ним монастирі проживало до 5000 ченців. В VIII столітті в лаврі прийняв чернечий постриг та прожив близько 50 років святий Іван Дамаскин, збереглася печера в якій він жив і його гробниця. В монастирі є усипальниця в якій зберігаються мощі ченців, убитих при нашестя персів 614 року; про мучеництво згаданих монахів розповів у вступній главі «Пандект», свідок цієї різанини Антіох Палестинський.
На початку XII століття лавру відвідав руський паломник ігумен Данило, який писав про неї:

Лавра святого Сави розташована в долині Йосафата, в долині плачу, яка починається від Єрусалиму: йдучи від Гефсиманії, ця долина проходить крізь лавру та доходить до Содомського моря. Лавра ж святого Сави влаштована Богом чудово так що словами не передати. Тік колись потік страшний і дуже глибокий та обезводнів, берега у нього були високі, на тих обривах та ліпляться келії — приліплені та затверджені від Бога якимось чудесним та страшним чином. Адже на цій висоті стоять келії по обох берегах потоку того страшного та ліпляться на скелях, ніби зірки на небі затверджені. Церков же три. Серед келій тих західніше є печера чудесна під скелею кам'яною, а в тій печері церква святої Богородиці.

За час свого існування чернече життя в лаврі не припинялася. Останнім часом настоятелем обителі є єрусалимський патріарх, а управляє монастирем призначуваний ним ігумен в сані архімандрита і двоє помічників.
За давньою традицією монастирський устав забороняє для жінок вхід до монастиря. Для своєї матері Софії Сава, поруч з лаврою побудував так звану «Жіночу вежу», яка потім стала використовуватися як готель для жінок, бажаючих жити поруч з лаврою.
У монастирі вже за життя засновника був створений Єрусалимський богослужбовий устав, що поширився потім на православному Сході та вживається у богослужіннях по теперішній час. На створення Єрусалимського уставу, що містить крім богослужбових вказівок відомості про чернечі традиції палестинських монастирів VI століття, вплинули чернечий статути преподобного Пахомія та святого Василія Великого. Оригінальний список Єрусалимського уставу, за повідомленням Симеона Солунського, згорів 614 року коли Єрусалим захопив перський цар Хозрав.
У монастирі ніколи не було і донині немає електрики.

## Монастирські будови

### Церкви

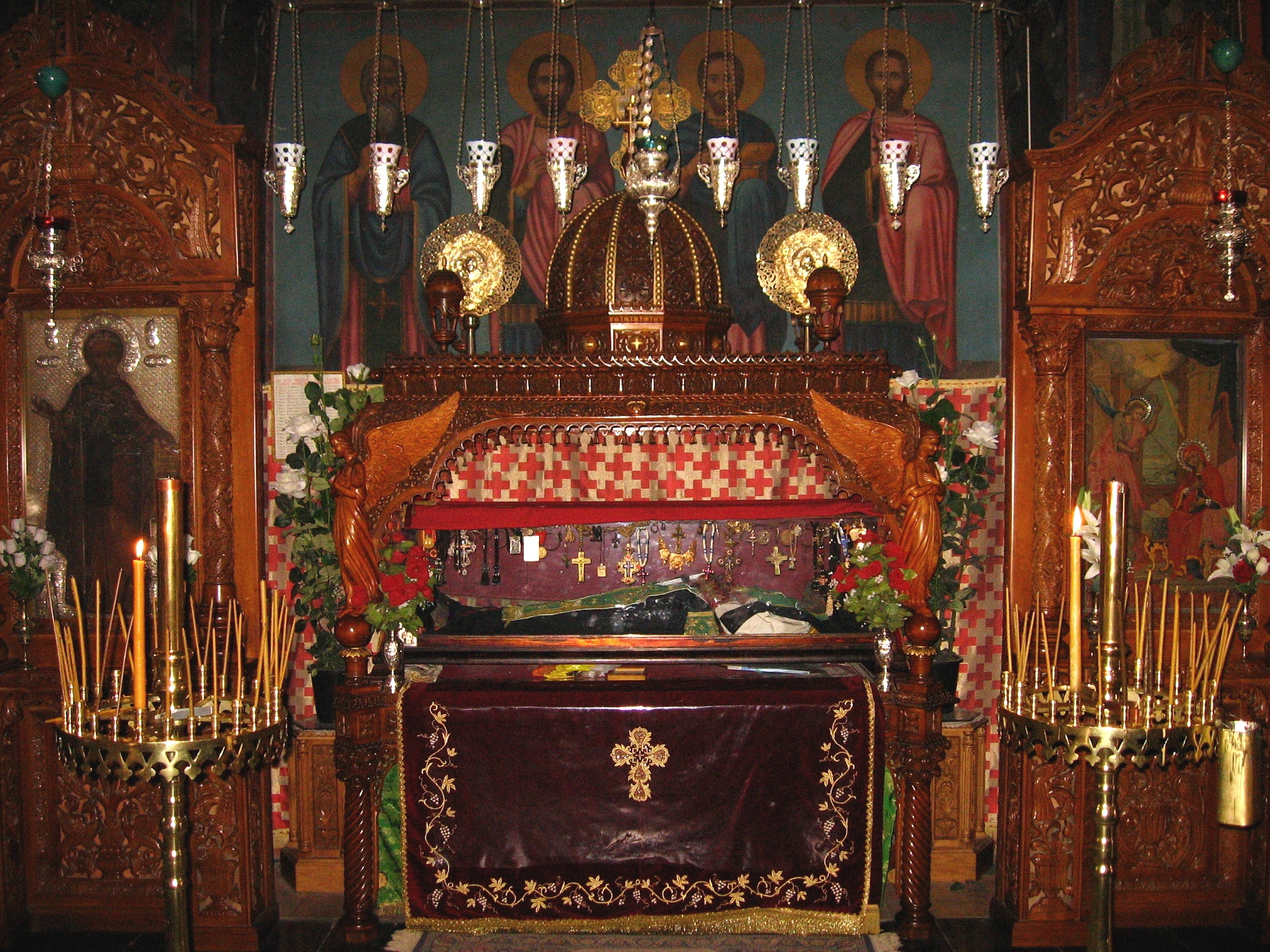
Рака з мощами святого Сави в Благовіщенському соборі

- Собор Благовіщення Пресвятої Богородиці (кафолікон лаври)

Будівництво було розпочато між 494 і 501 роками братами Геласієм та Феодулом Ісаврамі. Завершена споруда була імператором Юстиніаном Великим. При імператорі Іоані VI була виконана реставрація собору.
Перший опис церкви складено сучасником преподобного Сави, Кирилом Скіфопольським. Собор кам'яний, одна нава, однокупольний, перекритий хрестовими склепіннями, довжина 27 метрів. До західної частини прибудований притвор розмірами 3,65 на 6,1 метра. Купол спирається на шість колон, вбудованих в поздовжні стіни будівлі. Західний вхід прикрашений фронтоном з грецької написом: «ΙΕΡΑ ΛΑΥΡΑ ΣΑΒΒΑ ΤΟΥ ΗΓΙΑΣΜΕΝΟΥ» (свята лавра Сави Освяченого).
Усередині стіни собору прикрашені фресками, підлога вимощена чорним та білим мармуром, уздовж бічних стін встановлені стасидії. Вівтарна частина відокремлюється від основного простору різьбленим позолоченим іконостасом на царських вратах якого замість чотирьох євангелістів зображені відомі палестинські подвижники (Сава Освячений, Харитон Сповідник, Євтимій Великий та Іоанн Мовчальник). У вівтарі зберігаються мощі преподобного Ксенофонта та синів його Аркадія та Іоанна. Після повернення в 1965 з Венеції мощей святого Сави вони були поміщені в соборі в скляній раці.
- Печерна церква Миколи Чудотворця
- Церква Собору святих Архангелів

Побудована в 1970-ті роки з ініціативи ігумена Серафима на місці незбереженої стародавньої церкви (сліди її кладки видно на південній стороні будівлі). Церква двоповерхова, однокупольна.
- Церква Софії (матері Сави Освяченого)

### Каплиці
- Каплиця-усипальня Сави Освяченого

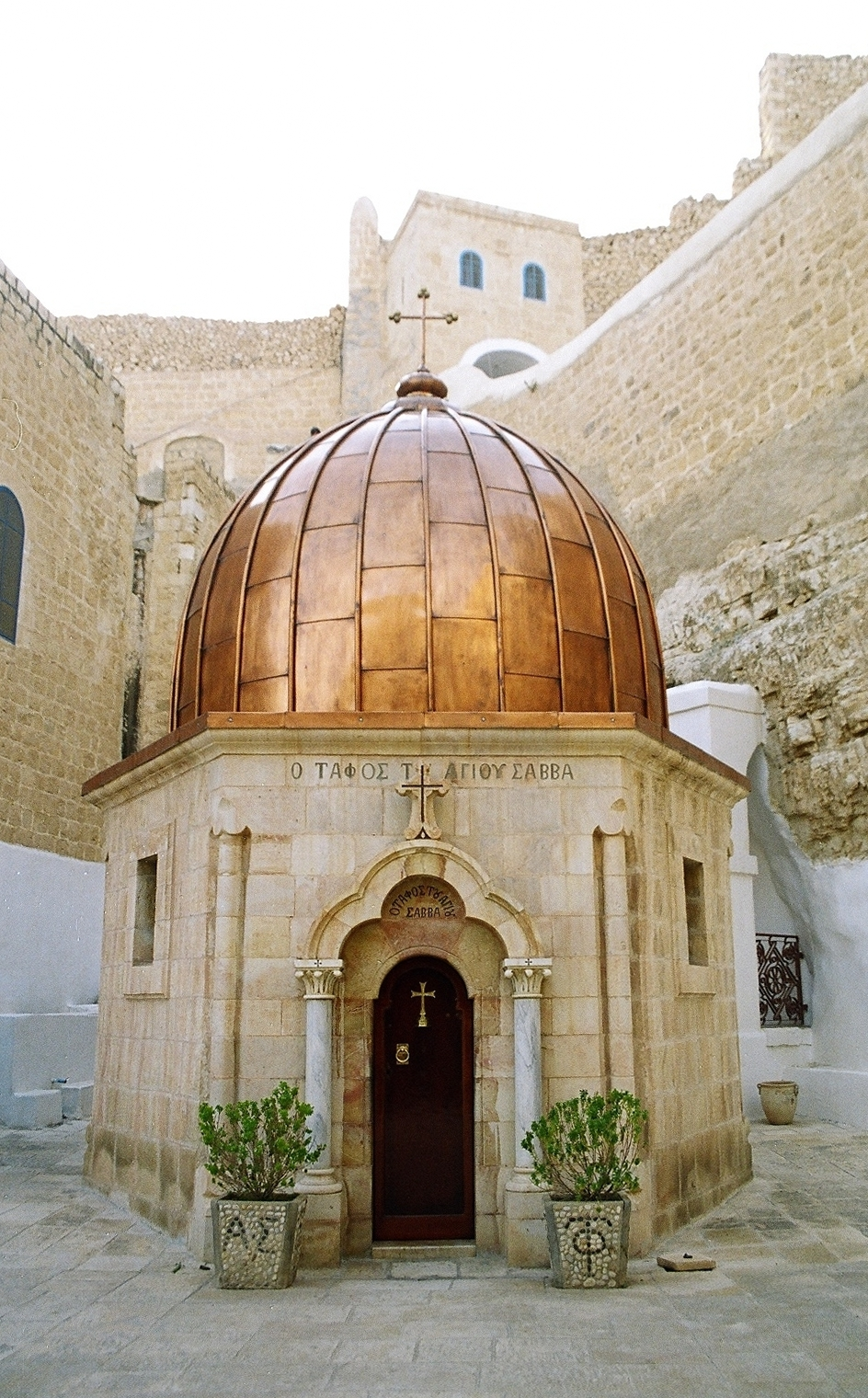
Гробниця святого Сави

Побудована в VII столітті для зберігання мощей засновника лаври. В 1256 році його мощі були вивезені до Венеції та після повернення в 1965 році в обитель були поміщені вже у Благовіщенському соборі. Каплиця має шестигранну форму та купольний звід. Вхід в каплицю розташований на східній стороні, він прикрашений порталом з двома колонами, увінчаними різьбленими капітелями. Над порталом розташований грецький напис: 'Ο τάφος του αγίου Σάββα (Гробниця святого Сави). Південно-західна стіна каплиці глуха, на інших є вікна.
- Каплиця Іоакима і Анни і третя келія Сави Освяченого
- Каплиця Георгія Побідоносця
- Каплиця Іоанна Хрестителя
- Каплиця Симеона Стовпника в Жіночій вежі Розташована в одній з трьох кімнат Жіночої вежі, позбавлена внутрішнього оздоблення, є лише невеликий вівтар.
- Каплиця Іоанна Златоуста

### Скити
- Скит Сави Освяченого (перша келія Сави)

Розташований на північний схід від монастиря в природній печері. Згідно житія святого Сави, це місце для духовних подвигів було зазначено йому ангелом. У печері є кам'яна лава і місце для молитов в вирубаній напівкруглій ніші, що нагадує апсиду. Розміри печери 5,5 на 3,2 метра, висота 2,7 метра.
- Скит Іоанна Мовчальника

Печерні келії на північ від монастиря на східному березі Кедрона. У першій половині VI століття в ній проживав преподобний Іоанн Мовчальник. Його келія розташована на другому ярусі скиту має розміри 4 на 2,8 метра та завершується подковообразной апсидою шириною 2,2 метра. У апсиді збереглися залишки фрески із зображенням трьох вавилонських отроків, їх особи стерті бедуїнами-мусульманами.
- Скит Ксенофонта (печера Ксенофонта)
- Скит Аркадія, сина Ксенофонта (вежа Аркадія)

Розташований на південно-західному березі Кедрона в 300 метрах від монастиря. Свою назву отримав по імені сина преподобного Ксенофонта, який жив у цій печері. у другій половині VI століття поряд з печерою була побудована башта, кладка якої збереглася до висоти 8 метрів. Печера Аркадія має розміри 13,5 на 5 метрів та розділена на кілька приміщень, одне з яких служило келією, а інше використовувалося як каплиця. На стінах каплиці збереглися залишки фресок, що належать до VII — VIII століттям.
- Скит Іоанна, сина Ксенофонта